# North Downs Way

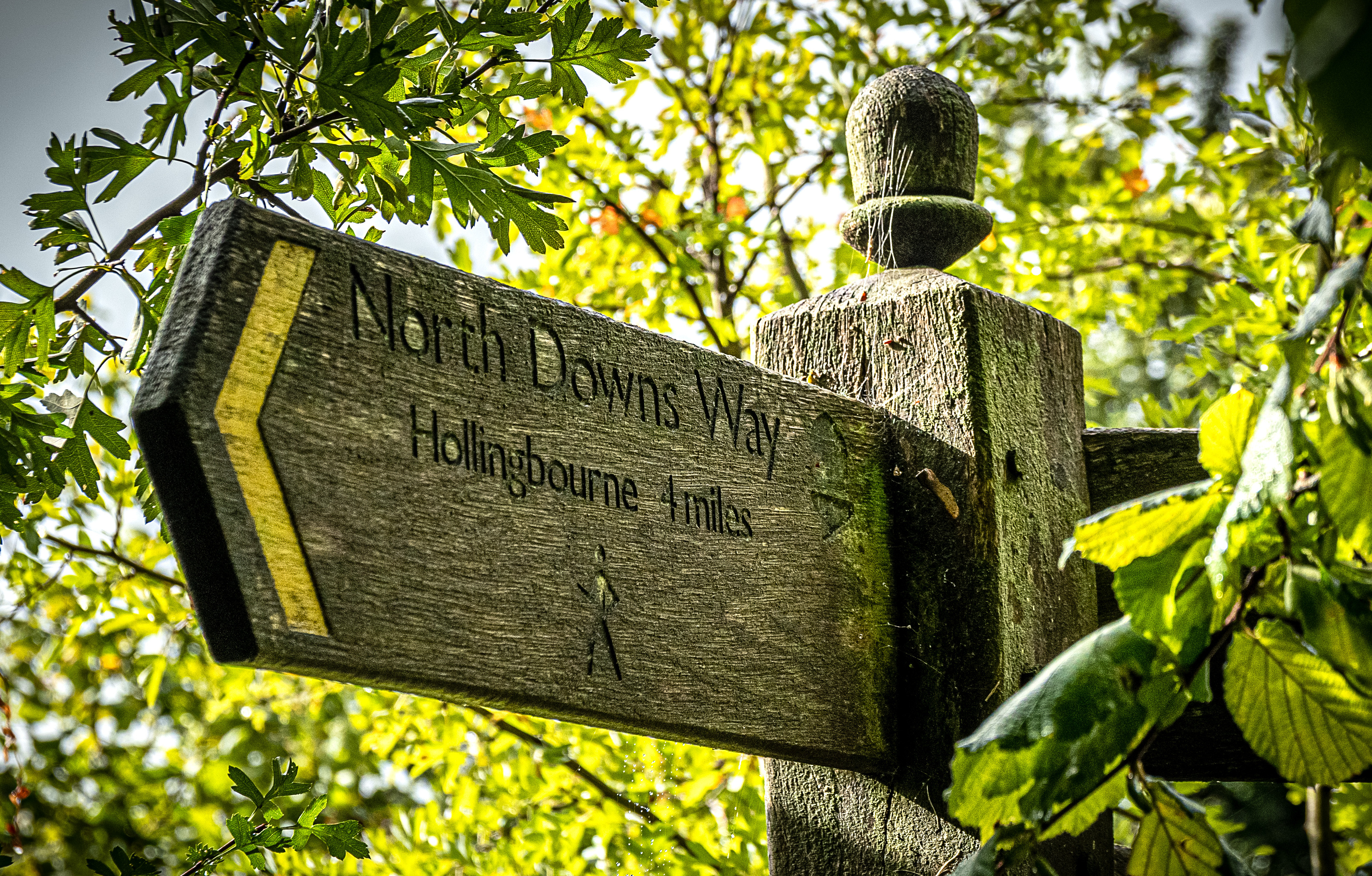

De North Downs Way is een langeafstandswandelpad (National Trail) in Engeland. Het pad is 246 kilometer lang en loopt langs de North Downs. Het loopt van Farnham naar Dover.